# New York Drama Critics’ Circle Award
Der New York Drama Critics’ Circle Award ist ein US-amerikanischer Theaterpreis, der seit 1936 jährlich in New York vergeben wird. Damit ist er nach dem Pulitzer Prize for Drama, verliehen seit 1917, der zweitälteste Preis im US-amerikanischen Theater.
Zum New York Drama Critics’ Circle gehören Theaterkritiker der im Großraum New York ansässigen Zeitungen, Zeitschriften, Magazine, Radiosender und Internetjournale. Mitarbeiter der New York Times sind nicht beteiligt, da sie die Mitgliedschaft auf Anordnung des Herausgebers zunächst vorläufig und seit der Spielzeit 2002/2003 endgültig aufgeben mussten.
Erster Präsident war von 1935 bis 1937 Brooks Atkinson von der New York Times. Derzeitiger Präsident ist seit 2005 Adam Feldman von Time Out New York. 1936 erhielt Maxwell Andersons Winterset als erstes Drama die Auszeichnung.
In der Spielzeit 1945/1946 wurde mit Carousel von Rodgers/Hammerstein zum ersten Mal der Preis für das beste Musical vergeben.
Das Preisgeld für das beste Stück beträgt $2500 und wird durch die Lucille Lortel Foundation finanziert.